# Sacabuche
El sacabuche es un instrumento de viento del período renacentista y barroco, antepasado del moderno trombón de varas. El nombre deriva del francés "sacquer" y "bouter" (tirar o sacar, y empujar) y el término sobrevive con numerosas variaciones en inglés ("sacbut, sackbutte, sagbut, shagbolt, sacabushe, shakbusshe, sackbut"), en alemán ("Barockposaune, Renaissanceposaune, Sackbut, Sackbutt"), en italiano ("Sackbut"), en francés ("Sacqueboute"). El término sacabuche se usa para diferenciar el instrumento histórico de su contraparte moderna. El creciente interés en la interpretación con los instrumentos originales ha relacionado con muchos músicos con el sacabuche.

## Historia
El sacabuche deriva de la familia medieval de las trompetas. Originario de la Edad Media, la primera referencia al instrumento data de 1468, en la boda de Carlos el Valiente y Margarita de York en Brujas, Bélgica, durante la cual fue utilizada una trompette (saca y mete) saicqueboute. El movimiento del tubo permite interpretar toda la escala cromática, por lo que en su época fue considerado el instrumento de boquilla más perfeccionado y completo.
El instrumento evolucionó en lo que hoy conocemos como trombón, pero se le suele describir con un sonido más suave. Fue empleado principalmente en tamaños alto, tenor y bajo. Fue uno de los instrumentos más importantes en los trabajos de la escuela polifónica veneciana del Barroco, junto con la corneta y el órgano. Comparado con un trombón tenor actual, el sacabuche es considerablemente más pequeño, con un tubo de diámetro inferior y una campana también más pequeña.

## Construcción

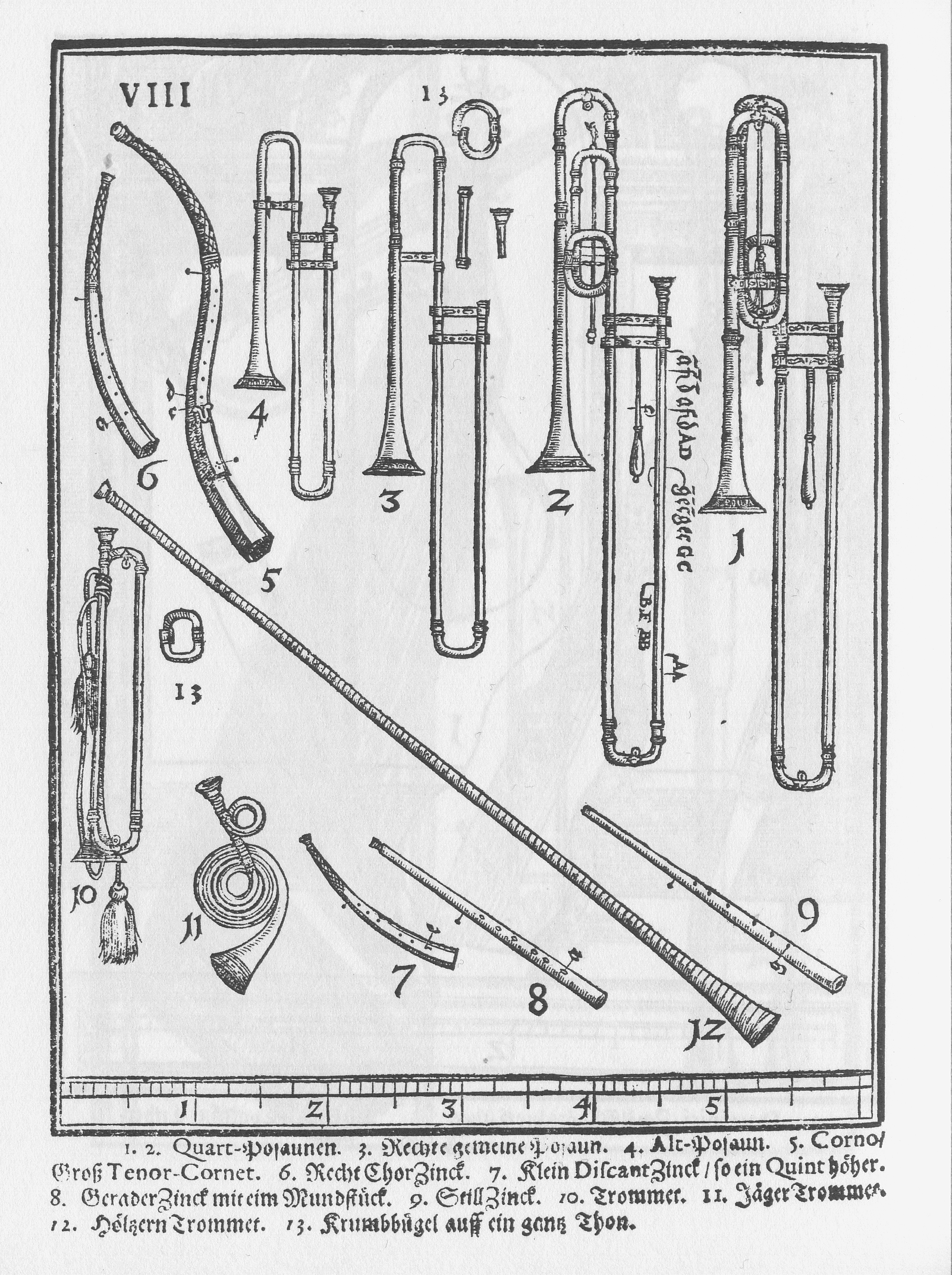
Sacabuches en Syntagma Musicum (1614), de Michael Praetorius.

Los sacabuches vienen en varios registros. De acuerdo con Michael Praetorius, existían el alto, el tenor, bajo cuarta y bajo quinta, así como el contrabajo. El más usual en la actualidad es el alto en Mi bemol, tenor en Re bemol, bajo en Fa (cuarta) o Mi Bemol (quinta). Los bajos, debido a su longitud, tienen una manija en la barra fija, que se usa para permitir la posición más abierta.

## Afinación
Los conjuntos de viento del Renacimiento tenían típicamente una afinación de La = 415 Hz; medio tono más bajo que la afinación moderna. Los tenores que sobreviven en si bemol están afinados con la = 415 Hz. Otras fuentes de la época describen un alto en re, tenor en la y bajo en mi. Algunos conjuntos comenzaron a usar posiciones en la y en mi para interpretar obras medievales con mayor precisión, en lugar de transponerlas medio tono hacia arriba.

## Sonido
El sonido del sacabuche se caracteriza por un timbre más vocal, más delicado que los instrumentos modernos. Su flexibilidad dinámica le permite un estilo vocal de interpretación y facilita la articulación más efectiva del fraseo.

## Repertorio

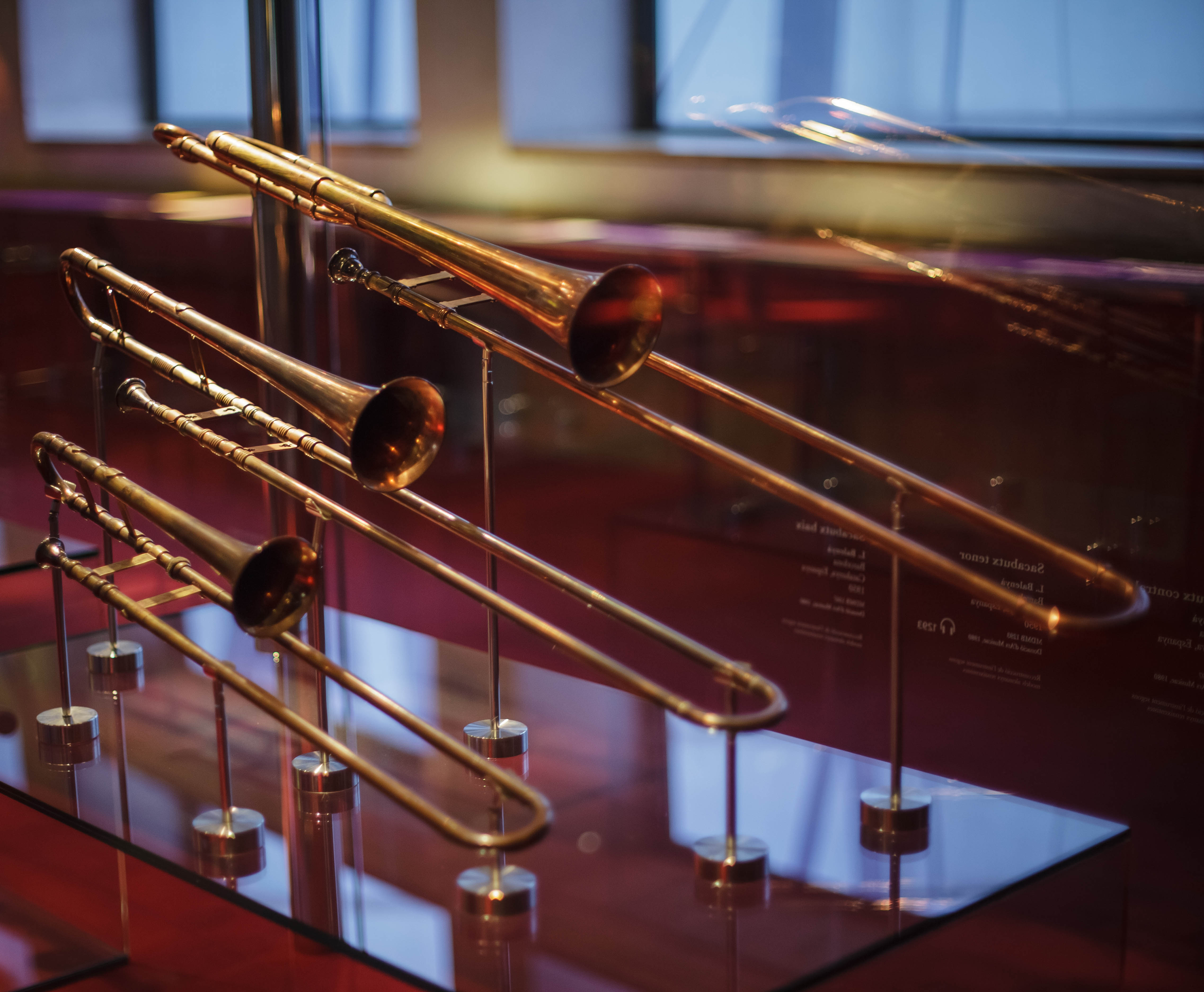
Sacabuches en el Museo de la Música de Barcelona.

El sacabuche reemplazó a la trompeta de tubo en el siglo XV, con conjuntos que eran comunes en las ciudades de toda Europa. También ha sido usado en música sacra, tanto para música instrumental (llevado a un fino arte por la familia Gabrieli a finales del siglo XVI en Venecia) como para doblar la polifonía coral. En este caso las partes de soprano y contralto eran a menudo interpretadas por corneta o por shawms (oboe medieval), con la corneta a menudo es reemplazada por violines en la música italiana del siglo XVII. Los sacabuches también se tocaban en las cortes (dance music).
En el siglo XVII existió un considerable repertorio de música de cámara para sacabuche, en varias combinaciones con violines, cornetas, dulzainas, a menudo con  bajo continuo. Algunos de los compositores fueron Dario Castello, Giovanni Battista Fontana, Johann Heinrich Schmelzer, Giovanni Paolo Cima y Andrea Cima. Giovanni Martino Cesare escribió «La Hyeronima», la pieza más antigua conocida para trombón solista con acompañamiento. 
Daniel Speer (1636-1707), compositor alemán, escribió importantes tratados de teoría musical y la manera de tocar los instrumentos de su tiempo. Su Sonata para trompeta y tres sacabuches, la Sonata para tres sacabuches, la Sonata para cuatro sacabuches y la Sonata para dos trompetas y tres sacabuches muestran su maestría en componer perfectamente para los metales.
El organista y compositor alemán Johann Rudolf Ahle, en 1674, publicó un número de colecciones que especifican el uso de sacabuches (hasta siete en una composición), cornetas y trompetas, así como violines y violas.
Johann Sebastian Bach compuso su Cantata n.º 4 «Christ lag in Todes Banden» (1707) con corneta, sacabuches, cuerdas y bajo continuo. Probablemente la pieza más fina de los trabajos de Bach que utilizan cornetas y sacabuches es su Cantata n.º 118 «O Jesu Christ, mein Lebens Licht», con corneta, dos lituii (parecidos a la trompeta) y tres sacabuches. Declinó el uso del sacabuche o trombón en la música formal después del 1700, pero se mantuvo constante en bandas de pueblo.

## Interpretación moderna
Varios grupos especializados en la música del período hacen uso frecuente del sacabuche, incluyendo Concerto Palatino, La Fenice, Piffaro, The Renaissance Band, Ensemble La Danserye, Gabrieli Consort & Players, His Majesty's Sackbuts and Cornetts, Oniria y The Whole Noyse.

## Constructores actuales
- Egger, Basel, Switzerland
- Ewald Meinl, Geretsried, Germany (formerly Meinl und Lauber)
- Geert Jan van der Heide, Netherlands
- Helmut Voigt, Germany
- Jürgen Voigt Brass, Germany
- Thein, Bremen, Germany
- Tony Esparis, Galicia, Spain
- Johannes Finke, Germany
- Markus Leuchter, Germany
- Nathaniel Wood, Basel, Switzerland
- C.Bosc, Chambave, Italy